# Sedum nanchuanense
Sedum nanchuanense är en fetbladsväxtart som beskrevs av Kun Tsun Fu och G.Y. Rao. Sedum nanchuanense ingår i Fetknoppssläktet som ingår i familjen fetbladsväxter. Inga underarter finns listade i Catalogue of Life.